# Вільям Боавентура
Вільям Клейт Боавентура (порт. William Cleite Boaventura, * 14 лютого 1980) — колишній бразильський футболіст, що виступав на позиції захисника.

## Клубна кар'єра
Протягом 2004–2008 років виступав у першості Кіпру, спочатку у складі клубу АЕЛ, а згодом в «Анортосісі». У 2008 році у складі «Анортосіса» став чемпіоном Кіпру і виграв Кубок країни. Також його команда доволі успішно виступила в Кубку УЄФА 2007/08, пройшовши два відбіркових раунди: в першому з них був пройдений македонський «Вардар» (1:0; 1:0), а в другому — румунська ЧФР 3:1 на виїзді (один гол на рахунку бразильця) і 0:0 вдома. У першому раунді «Анортосіс» не зміг пройти «Тоттенгем Готспур»: кіпріоти програли перший матч 1:6, а потім відстояли у себе на полі нічию 1:1. В обох іграх Боавентура узяв участь.

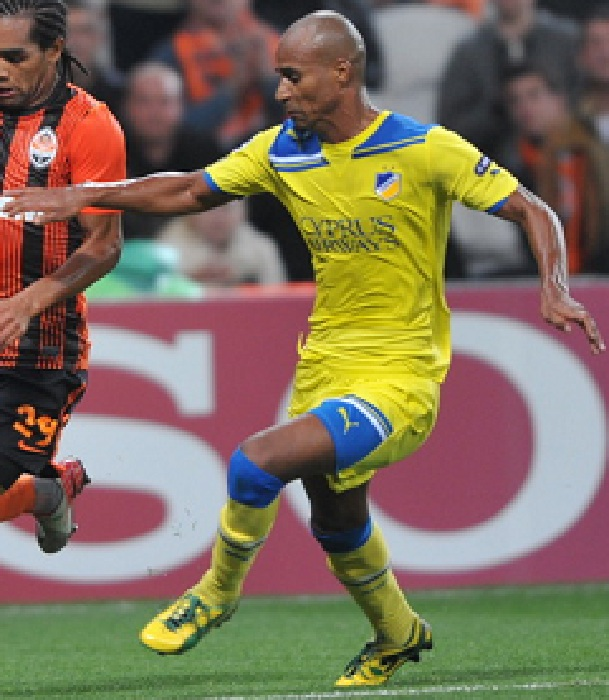
Вільям Боавентура під час виступів за АПОЕЛ. 29 вересня 2011 року

На початку сезону 2008–2009 перейшов до клубу української вищої ліги «Металург» (Донецьк), в якому протягом першої половини сезону регулярно з'являвся в основному складі команді. Дебютував в Україні грою проти львівських «Карпат» 19 липня 2008 року. Всього до кінця року зіграв у 13 матчах чемпіонату
16 лютого 2009 року вирушив у складі «Кубані», яка, як й донецький «Металург», відноситься до активів корпорації «Індустріальний союз Донбасу», на заключний передсезонний збір команди, а 18 лютого було повідомлено, що Вільям перейшов в «Кубань» на правах оренди строком на один рік. 14 березня 2009 року Боавентура дебютував за новий клуб у 1 турі Чемпіонату Росії у грі проти казанського «Рубіна», матч його команда програла з рахунком 0:3, Вільям відіграв весь матч. Всього за «Кубань» провів 25 матчів у чемпіонаті, після чого, через завершення терміну оренди, покинув клуб.
На початку 2010 року, по завершенні річної оренди, повернувся до Донецька. Відіграв за «Металург» до кінця сезону 2009—10, зігравши у 17 матчах Прем'єр-ліги, після чого вирішив змінити клуб, оскільки не бачив своїх перспектив у донецькій команді. 
Новим клубом гравця став кіпрський АПОЕЛ, де бразилець провів два сезони, вигравши національний чемпіонат і суперкубок.
6 червня 2012 року він повернувся в «Анортосіс», підписавши контракт з клубом на один рік, але у вересні 2012 року Боавентура змушений припинити свою кар'єру в 32 роки через проблеми з серцем.

## Досягнення
- Чемпіон Кіпру (2): 2008, 2011
- Володар Кубка Кіпру (1): 2007
- Володар Суперкубка Кіпру (2): 2007, 2011